# 鹿児島社会保険事務局
鹿児島社会保険事務局（かごしましゃかいほけんじむきょく）は、鹿児島県鹿児島市にあった社会保険庁の地方支分部局で、鹿児島県を管轄していた。

## 管内社会保険事務所等
- 鹿児島社会保険事務局鹿児島南社会保険事務室（鹿児島南社会保険事務所）
- 鹿児島北社会保険事務所
- 川内社会保険事務所
- 加治木社会保険事務所
- 鹿屋社会保険事務所
- 奄美大島社会保険事務所（鹿児島社会保険事務局奄美大島事務所）